# Княжество Таранто

Герб династии Отвилей, правившей в Южной Италии и Сицилии

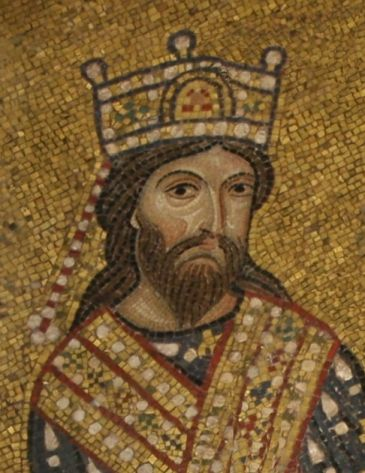
Рожер II (1095—1154), первый король Сицилийского королевства (1130—1154), князь Тарентский (1128—1132)

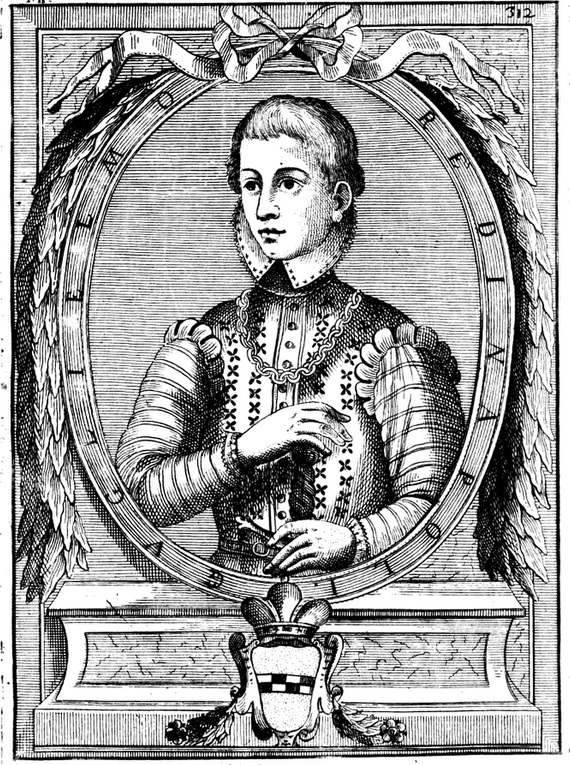
Вильгельм III

Герб князя Филиппа I Тарентского

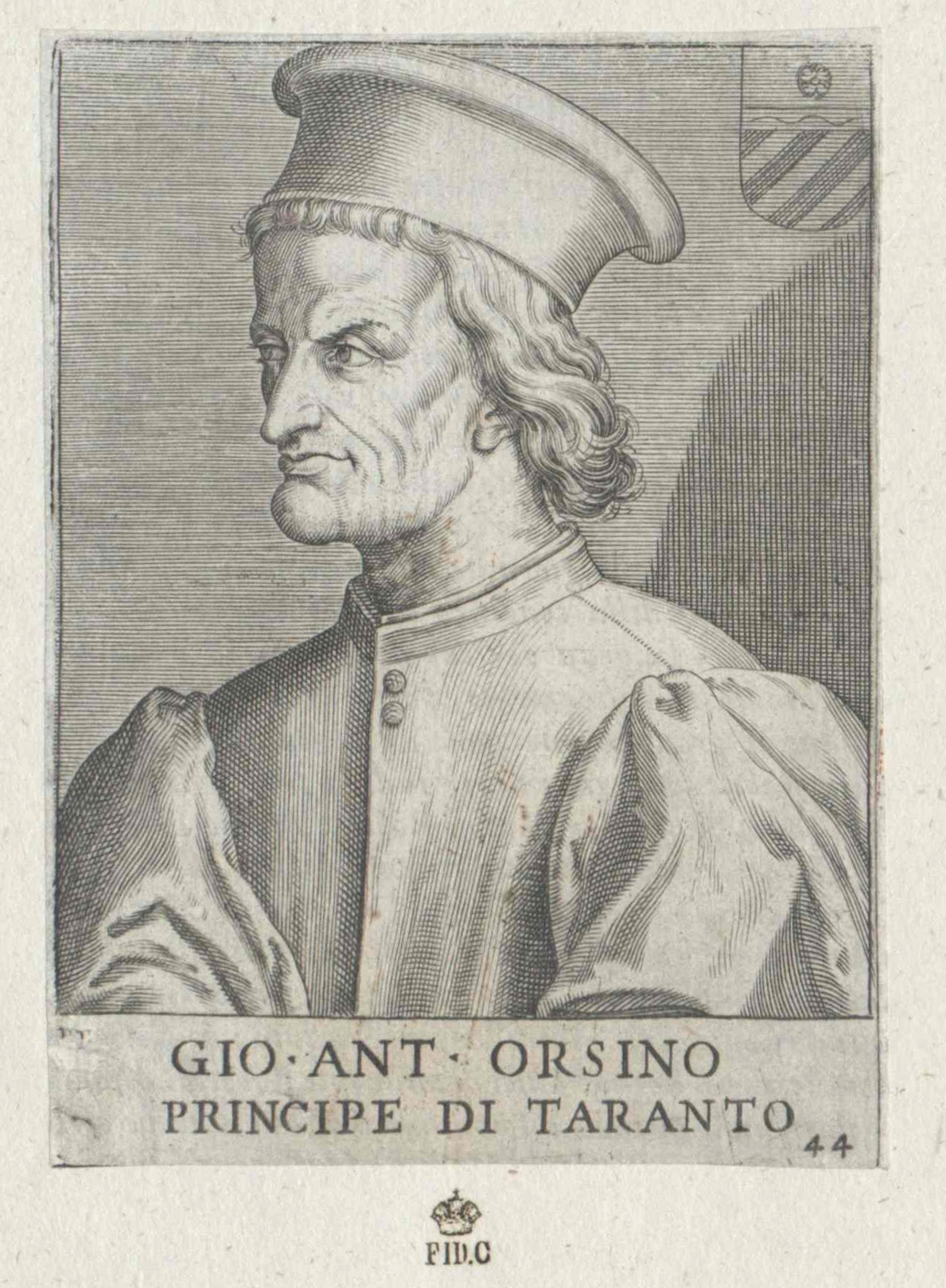
Джованни Антонио дель Бальцо Орсини

Княжество Таранто (итал. Principato di Taranto, тарант. Pringipate de Tarde) — норманнское государство, занимавшее южную оконечность Апулии со столицей в Таранто. Было создано в 1088 году для Боэмунда, старшего сына Роберта Гвискара, как часть мирного соглашения между ним и его младшим братом Рожером после спора о наследовании Герцогства Апулии. Княжество просуществовало до 1465 года, управляясь различными династиями.

## Князья Таранто
- Династия Отвилей:
  - 1088—1111: Боэмунд I (1054—1111), князь Антиохийский (1098—1111), старший сын Роберта Гвискара, герцога Апулии и Калабрии, и Альберады Буональберго, двоюродный брат Рожера II, первого короля Сицилийского королевства.
  - 1111—1128: Боэмунд II (1107—1130), князь Антиохийский (1111—1130), единственный сын Боэмунда I и Констанции Французской
  - 1128—1132: Рожер II (1095—1154), граф Сицилии (с 1105 года), герцог Апулии (c 1127 года), основатель и первый король (с 1130 года) Сицилийского королевства из династии Отвилей, второй сын Рожера I (1031—1101), графа Сицилии, и его третьей жены Аделаиды Савонской (умерла 1118)
  - 1132—1138: Танкред (ок. 1116—1138), также князь Бари (1132—1138), второй сын Рожера II, короля Сицилийского королевства, и его первой жены Эльвиры Кастильской
  - 1138—1144: Вильгельм I Злой (1126—1166), герцог Апулии (с 1148), король Сицилийского королевства (1154—1166), четвёртый сын Рожера II и Эльвиры Кастильской.
  - 1144—1157: Симон, внебрачный сын короля Сицилии Рожера II
  - 1157—1189: Вильгельм II Добрый (1153—1189), король Сицилийского королевства (1166—1189), второй сын Вильгельма I Злого (1126—1166) и Маргариты Наваррской (ум. 1182).
  - 1189—1194: Танкред (1135/1145 — 1194), граф ди Лечче[англ.] (1181—1194), король Сицилийского королевства (1190—1194), внебрачный сын герцога Рожера Апулийского (1121—1148), старшего сына и предполагаемого наследника короля Рожера II, и Эммы, дочери графа Ашара ди Лечче
  - 1194 — Вильгельм III (1185 — ок. 1198), граф ди Лечче, король Сицилийского королевства (1194), второй сын короля Сицилии Танкреда и его жены Сибиллы Ачерра.

- Династия Штауфенов:
  - 1194 — Генрих VI (1165—1197), король Германии (1169—1197), император Священной Римской империи (1191—1197), король Сицилийского королевства (1194—1197), второй сын императора Фридриха I Барбароссы и Беатрис I Бургундской.

- Династия Франджипани:
  - 1197 — Отто Франджипани, получил титул от королевы Констанции Сицилийской
  - 1249 — Энрико Франджипани, племянник предыдущего

- Династия Бриенн:
  - 1200 — Готье III де Бриенн (умер в 1205), граф де Бриенн (1191—1205), сын Эрара II де Бриенн и его жены Агнес де Монфокон, женат на Эльвире, дочери Танкреда ди Лечче. Титулярный король Сицилийский (1200—1205)

- Династия Штауфенов:
  - 1205 — Фридрих II (1194—1250), король Сицилии (1197—1212, 1217—1250), герцог Швабии (1212—1217), король Германии (1212—1250), император Священной Римской империи (1220—1250), единственный сын Генриха VI и Констанции Норманнской, внук Фридриха I Барбароссы и короля Сицилии Рожера II.
  - 1250 — Манфред (1232—1266), король Сицилии (1258—1266), внебрачный сын императора Священной Римской империи и короля Сицилии Фридриха II от графини Бианки Ланчия.

- Династия Анжу:
  - 1266 — Карл I Анжуйский (1227—1285), король Сицилии (1266—1282) и Неаполя (1282—1285), граф Анжу, Мэна и Прованса, младший сын короля Франции Людовика VIII Льва и Бланки Кастильской, дочери короля Кастилии Альфонсо VIII.
  - 1285 — Карл II Анжуйский (1248—1309), король Неаполя (1285—1309), граф Анжу, Мэна и Прованса, второй сын Карла I Анжуйского и Беатрисы Прованской.
  - 1294 — Филипп I Тарентский (1278—1332), четвертый сын неаполитанского короля Карла II и Марии Венгерской, дочери венгерского короля Иштвана V.
  - 1332 — Роберт Тарентский (1319/1326 — 1364), старший сын Филиппа Тарентского от второго брака с Екатериной де Валуа-Куртене
  - 1346 — Людовик Тарентский (1320—1362), король Неаполя и граф Прованса (1352—1362), второй сын Филиппа Тарентского от второго брака с Екатериной де Валуа-Куртене
  - 1356 — Филипп II Тарентский (1329—1374), младший сын Филиппа I Тарентского и его жены Екатерины де Валуа-Куртене, титулярной императрицы Константинопольской.

- Династия де Бо:
  - 1374 — Жак де Бо (1354—1383), последний титулярный император Константинополя, князь Тарентский и Ахейский. Сын герцога Андрии Франсуа I де Бо и Маргариты Тарентской.

- Династия Брауншвейг-Грубенгаген:
  - 1383 — Оттон Брауншвейгский (1320—1398), титулярный герцог Брауншвейг-Грубенгагена, князь Таренто и граф Ачерры с 1383 года, четвёртый муж королевы Неаполя Джованны I. Старший сын герцога Брауншвейг-Грубенгагена Генриха II Младшего и Ютты Бранденбургской.

- Династия Орсини:
  - 1399 — Раймондо дель Бальцо Орсини (1350/1355 — 1406), граф ди Лечче, женат на Марии д’Энгиен. Второй сын Николы Орсини (1331—1399), 2-го графа Нолы, и Марии дель Бальцо (графы Солето), дочери Франческо дель Бальцо, 1-го герцога Андрии, и Маргариты Анжуйской.
  - 1406 — Владислав I Дураццо (1376/1377 — 1414), король Неаполитанского королевства (1386—1414), сын короля Неаполя и Венгрии Карла III и Маргариты Дураццо. Второй муж Марии д’Энгиен
  - 1414 — Жак де Бурбон (1370—1438), граф де ла Марша и де Кастра, второй муж королевы Неаполитанской Джованны II
  - 1420 — Джованни Антонио дель Бальцо Орсини (1386/1393 — 1463), граф ди Лечче (1446—1463), старший сын Раймондо дель Бальцо Орсини (ок. 1350—1406), князя Тарентского, и Марии д’Энгиен (1367—1446), графини ди Лечче.
  - 1463 — Изабелла ди Кьярамонте (ок. 1424—1465), королева-консорт Неаполитанского королевства (1458—1465), Старшая дочь Тристана де Клермонта (Тристано ди Кьярамонте), графа Копертино (1380 — ок. 1432), и Екатерины дель Бальцо Орсини (ум. 1430), племянница и наследница Джованни Антонио дель Бальцо Орсини (1386—1463), князя Тарентского и графа ди Лечче.
  - 1465 — Фердинанд I (1423—1494), герцог Калабрийский, король Неаполитанский (1458—1494), внебрачный сын Альфонса V, короля Арагона и Сицилии в 1416—1458, короля Неаполя (под именем Альфонс I) в 1435—1458, и Жиралдоны Карлино. В 1465 году Тарентское княжество было включено в состав Неаполитанского королевства.